# Venă subclaviculară
Vena subclaviculară este o venă mare, pereche, câte una de o parte și de alta a corpului, care este responsabilă de drenarea sângelui din extremitățile superioare, permițând acestui sânge să revină la inimă. Vena subclaviculară stângă joacă un rol cheie în absorbția grăsimilor și lipidelor, permițând ca produsele care au fost transportate de limfă să intre în fluxul sanguin, unde poate intra în vena portă hepatică. Diametrul venelor subclaviculare este de aproximativ 1-2 cm, în funcție de individ. 

## Anatomie
Fiecare venă subclaviculară este o continuare a venei axilare și merge de la marginea exterioară a primei coaste până la limita mediană a mușchiului scalen anterior. De aici se unește cu vena jugulară internă pentru a forma vena brachiocefalică (cunoscută și sub denumirea de „venă innominată”). Unghiul de unire este denumit unghi venos. 
Vena subclaviculară urmărește artera subclaviculară și este separată de artera subclaviculară de inserția scalenă anterioară. Astfel, vena subclaviculară se află anterior față de scalenul anterior, în timp ce artera subclaviculară se află posterior inserției scalene anterioare (și anterior inserției scalene medii). 

## Fiziologie
Ductul toracic se varsă în vena subclaviculară stângă,  în apropierea joncțiunii sale cu vena jugulară internă stângă. Poartă limfa (apă și soluții) din sistemul limfatic, precum și chilomicronii sau chile, formate în intestin din grăsimi și lipide, permițând acestora să intre în fluxul sanguin; produsele grăsimilor și lipidelor pot fi apoi transportate de fluxul sanguin către vena portă hepatică și apoi în cele din urmă la ficat, ceea ce face ca vena subclaviculară stângă să joace un rol cheie în absorbția acestor grăsimi și lipide. 
Canalul limfatic drept își drenează limfa în joncțiunea venei jugulare interne drepte, iar vena subclaviană dreaptă. 

## Relevanță clinică
Deoarece vena subclaviculară este mare, centrală și relativ superficială, este adesea folosită pentru plasarea liniilor venoase centrale. 

## Istorie
Sub (mai jos) și clavicular (referitoare la clavicula). 

## Tulburări
Boala Paget-Schroetter include tromboza venelor subclaviculare, în acest caz, de obicei, este cauzată de exerciții fizice. 

## Imagini suplimentare

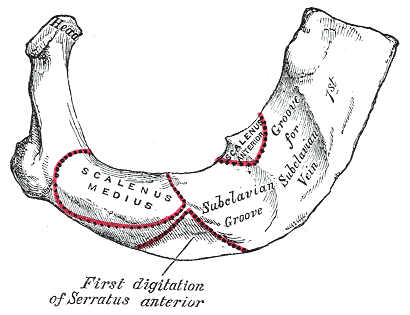
Coaste particulare.
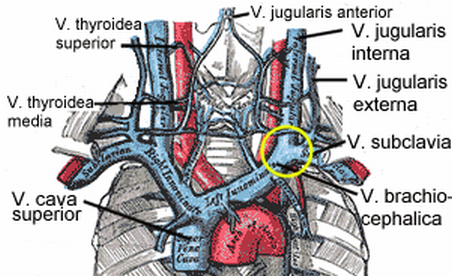
Venele cave și venele azygos, cu afluenții lor.
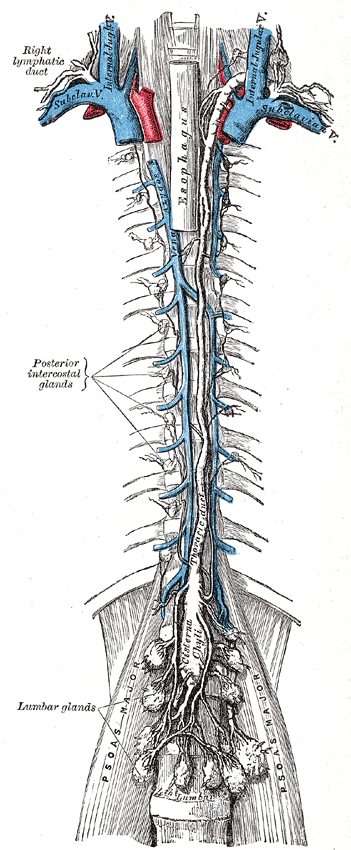
Conductele limfatice toracice și drepte.
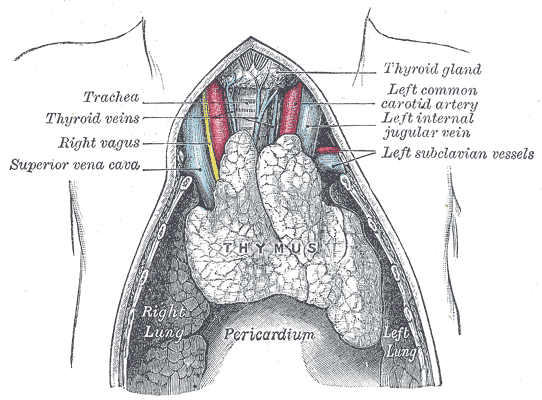
Cimbrul unui sugar cu termen complet, expus in situ.
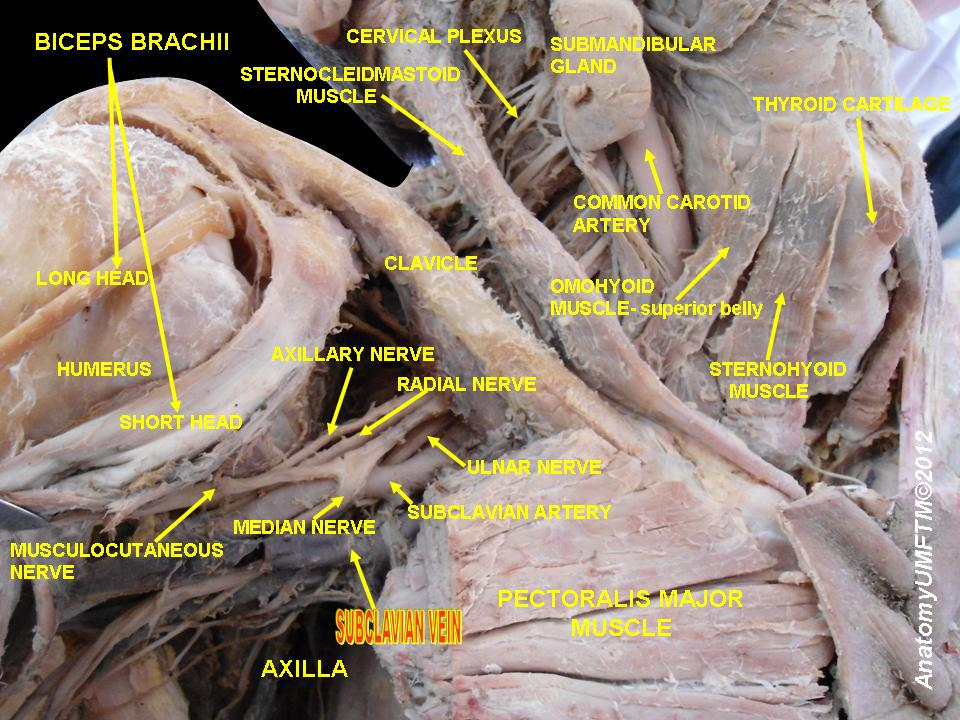
Vena subclaviculară
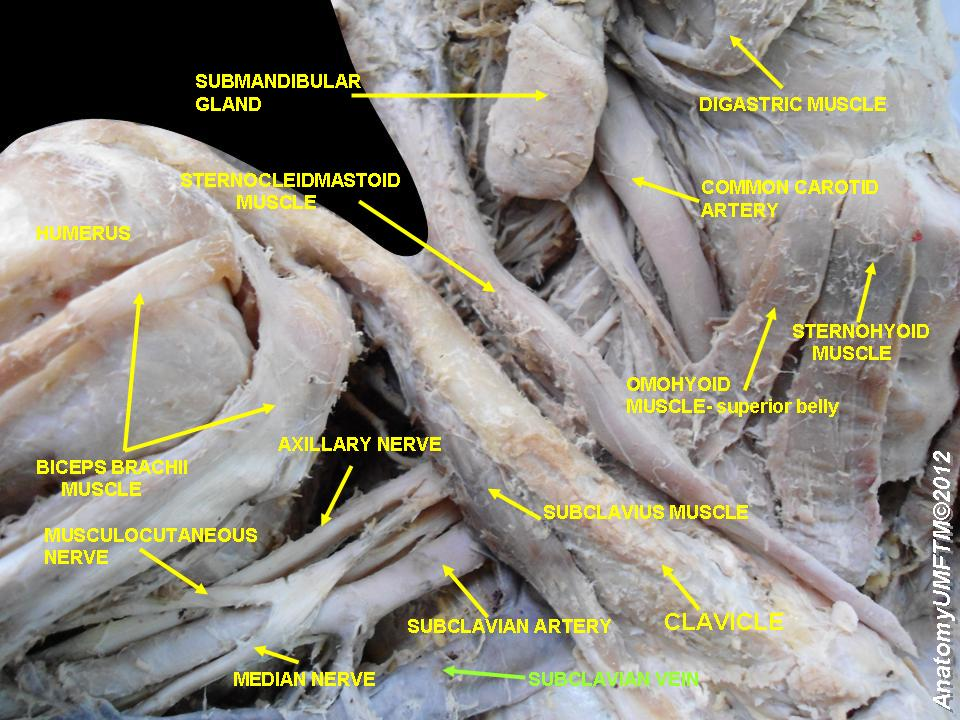
Venă subclaviculară- vedere dreapta
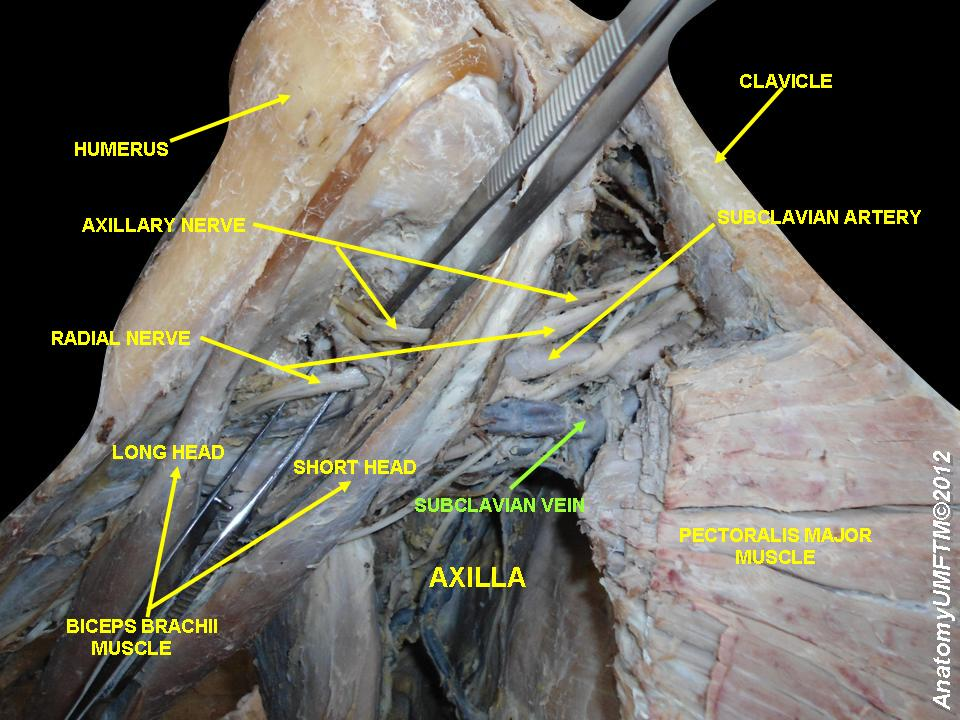
Vena subclaviculară
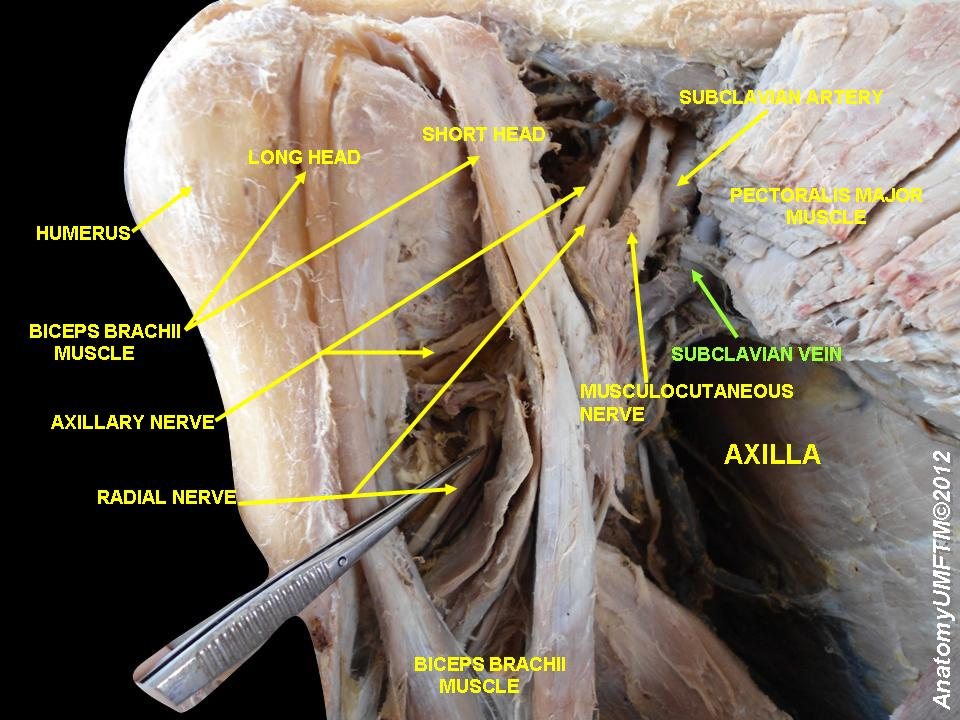
Vena subclaviculară